# Sân bay Agra
Sân bay Agra hay Sân bay Kheria (IATA: AGR, ICAO: VIAG) là một sân bay dân sự ở Agra, Uttar Pradesh, Ấn Độ.

## Các hãng hàng không
- Alliance Air (New Delhi)
- Kingfisher Airlines (New Delhi)